# Geoffroi le Breton
Pour les articles homonymes, voir Le Breton.
Geoffroi le Breton, en latin Goisfredus Brito († 26 ou 28 novembre 1128), est archevêque de Rouen de 1111 à sa mort.

## Famille
Geoffroi est originaire de Bretagne, issu d'une famille noble. Son frère Judicaël est évêque de Saint-Malo (1089-1112),. Un de ses neveux Guillaume est tué à la bataille de Lincoln en 1141, tandis qu'un autre est doyen de Rouen en 1123/1124.

## Biographie
Chanoine, il devient doyen du Mans vers 1093. Geoffroi est connu d'Yves de Chartres, qui dans une lettre envoyée au pape Pascal II, le qualifie d'homme honnête et utile. En 1096, Geoffroi est en voie de devenir évêque du Mans grâce au soutien qu'il obtient du comte Élie Ier du Maine, quand l'archidiacre et poète Hildebert de Lavardin est élu. Cette élection du chapitre s'oppose à la volonté du roi d'Angleterre Guillaume le Roux. Il est probable que cette même année il rencontre le pape Urbain II en visite au Mans.
Geoffroi est ensuite appelé par le roi Henri Ier d'Angleterre à sa cour en 1111, puis consacré archevêque durant l'été. En 1114, il reçoit l'autorisation d'aller à Rome, sans doute pour y recevoir son pallium. Il s'entoure au cours de son archiépiscopat de Manceaux. Guy d'Étampes, maître de l'école et précepteur au Mans, devient archidiacre et chanoine de Rouen. Plus tard, ce « protégé » de Geoffroi, après quelques postes occupés à Lincoln et Salisbury, devient évêque du Mans (1126-1135). Robert du Mans devient chanoine de Rouen en 1124.
En 1118, Hildebert et le légat du pape Cuno sont présents lors du concile tenu à Rouen. En 1119, il voyage avec le pape Calixte II jusqu'à Mouzan et le rencontre la même année à Ferrières. Après avoir assisté au concile de Reims, il tient un nouveau synode en novembre 1119 en vue de réformer la prêtrise dans le diocèse. En 1120, Geoffroi assiste l'évêque du Mans à la consécration de la nouvelle cathédrale.
Comme archevêque, Geoffroi travaille de concert avec le roi. Il est témoin dans 33 chartes du roi, qui le rend parmi les vingt témoins les plus présents à sa cour. Il aide à négocier le mariage de la fille et héritière d'Henri, Mathilde avec Geoffroy d'Anjou.
Au cours de son archiépiscopat, il encourage le culte de saint Romain, pour s'opposer à l'abbaye Saint-Ouen qui dispose de son corps. En 1119, il élève la collégiale d'Eu au rang d'abbaye.
Malade, un dernier concile est tenu en 1128, sous l'autorité du légat du pape Mathieu d'Albano. Il meurt le 26 ou 28 novembre 1128.

## Traduction
- (en) Cet article est partiellement ou en totalité issu de l’article de Wikipédia en anglais intitulé « Geoffrey Brito » (voir la liste des auteurs).

## Source
- David S. Spear, « Geoffrey Brito, Archbishop of Rouen (1111-1128) », The Haskins Society Journal, vol. 2 (1990), p. 123-137.